# Boris Dwinski
Boris Aleksandrowicz Dwinski (ros. Борис Александрович Двинский, ur. 21 kwietnia?/3 maja 1894 w Wołogdzie, zm. 7 czerwca 1973 w Moskwie) – radziecki polityk, ludowy komisarz/minister ds. zaopatrzenia ZSRR (1944-1950), członek KC WKP(b) (1939-1952).

## Życiorys
W 1917 ukończył studia na Wydziale Historyczno-Filologicznym Uniwersytetu Moskiewskiego i został nauczycielem w szkole w Tałdomie. Od marca do października 1918 kierownik powiatowego oddziału edukacji ludowej w Tałdomie, od lutego do października 1919 nauczyciel w szkole przy Instytucie Kultury Fizycznej w Moskwie, później ponownie nauczyciel w Tałdomie. Od 1920 w RKP(b), kierownik powiatowego oddziału edukacji ludowej w Tałdomie, od maja do lipca 1920 kierownik wydziału agitacji i propagandy powiatowego komitetu RKP(b), później sekretarz odpowiedzialny powiatowego komitetu RKP(b), od lutego 1921 do 1922 kierownik wydziału organizacyjnego Twerskiego Gubernialnego Komitetu RKP(b), następnie sekretarz odpowiedzialny komitetu rejonowego RKP(b) w Twerze. W 1922 lektor Twerskiego Gubernialnego Komitetu RKP(b), od września 1922 do lutego 1924 redaktor odpowiedzialny gazety "Twierskaja prawda", od lutego 1924 do sierpnia 1925 kierownik wydziału organizacyjnego Twerskiego Gubernialnego Komitetu RKP(b). 1925-1928 kierownik Pododdziału Miejskiej Informacji Wydziału Informacyjnego KC RKP(b)/WKP(b), równocześnie pomocnik kierownika tego Wydziału, a od czerwca 1938 do czerwca 1930 pomocnik sekretarza generalnego KC WKP(b) Józefa Stalina. 1930-1937 zastępca kierownika Tajnego Wydziału/Wydziału Specjalnego KC WKP(b), od lutego 1934 do lutego 1939 członek Komisji Kontroli Partyjnej przy KC WKP(b), od listopada 1937 do maja 1938 p.o. II sekretarza, potem krótko p.o. I sekretarza Komitetu Obwodowego WKP(b) w Rostowie. Od czerwca 1938 do września 1944 I sekretarz Komitetu Obwodowego WKP(b) w Rostowie, od 21 marca 1939 do 5 października 1952 członek KC WKP(b). 1942-1943 członek Rady Wojskowej 1 Armii Gwardii i 3 Armii Gwardii, od 2 września 1944 do 27 października 1950 ludowy komisarz/minister ds. zaopatrzenia ZSRR. Od 1947 do 27 października 1950 członek Biura Rady Ministrów ZSRR ds. Gospodarki Rolnej i Zapasów, od 27 października 1950 do marca 1951 zastępca przewodniczącego tego Biura. Od marca 1951 do listopada 1952 pomocnik zastępcy przewodniczącego Rady Ministrów ZSRR ds. Zapasów Produktów Rolniczych, od 14 października 1952 do 14 lutego 1956 zastępca członka KC KPZR, od listopada 1952 do maja 1954 zastępca kierownika Wydziału KC KPZR, następnie na emeryturze. Deputowany do Rady Najwyższej ZSRR 1 i 2 kadencji. Pochowany na cmentarzu Nowodziewiczym.

## Odznaczenia
- Order Lenina (21 lutego 1939)
- Order Czerwonego Sztandaru Pracy (13 września 1943)
- Order Wojny Ojczyźnianej I klasy (13 lipca 1945)